# Teresa Aquino-Oreta

Teresa Aquino-Oreta (rechts) in 2008

Maria Teresa "Tessie" Aquino-Oreta (Concepcion, 28 juni 1944 - 14 mei 2020) was een Filipijns politicus. Aquino-Oreta was van 1987 tot 1998 lid van het Filipijns Huis van Afgevaardigden. Aansluitend werd ze in 1998 voor een termijn van zes jaar gekozen in de Filipijnse Senaat. Teressa Aquino-Oreta was de jongste zus van Benigno Aquino jr. en een dochter van Benigno Aquino sr..

## Biografie
Teresa Aquino-Oreta werd geboren op 28 juni 1944 in een van de meest prominente families van de Filipijnen. Ze was het jongste kind van Benigno Aquino sr. en diens tweede vrouw Aurora Aquino. Haar twee oudere broers Benigno Aquino jr. en Agapito Aquino werden ook politicus. Na haar lagere schoolopleiding aan het College of Holy Spirit in Mendiola voltooide Aquino-Oreta haar middelbareschoolopleiding aan het Assumption College. Nadien studeerde ze literatuur en geschiedenis op het Assumption Convent en studeerde ze nog in Cuidad Ducal in Spanje. Terug in de Filipijnen voltooide Aquino-Oreta een master-opleiding aan het National Defense College of the Philippines.
Na de EDSA-revolutie werd Aquino-Teresa in 1987 namens het kiesdistrict Malabon-Navotas gekozen in het weer opnieuw opgerichte Filipijns Huis van Afgevaardigden. Ze werd tweemaal herkozen en diende in het huis tot 1998. In deze periode was ze verantwoordelijk voor 280 wetsvoorstellen, waarvan er uiteindelijk 79 werden aangenomen als wet. Bij veel van deze wetsvoorstellen lag de focus op onderwijs, vrouwenrechten en verbeteren van algemene leefomstandigheden in haar kiesdistrict en daarbuiten. Gedurende deze periode was ze bovendien tweemaal Assistent Majority Floor Leader. Ze was daarmee de eerste vrouw die deze positie bekleedde.
Bij de verkiezingen van 1998 werd ze onder de vlag van toenmalige oppositiepartij LAMMP gekozen in de Senaat van de Filipijnen. In haar zesjarige termijn als Senator lag haar focus op het thema onderwijs. 
Aquino-Oreta overleed in 2020 op 75-jarige leeftijd. Ze was getrouwd met zakenman Antolin M. Oreta jr. en kreeg met hem vier kinderen. Hun zoon Antonlin Oreta was ook politicus en onder meer burgemeester van Malabon.